# Thomas Albeck
Thomas Albeck (* 30. Januar 1956 in Stuttgart; † 17. Oktober 2017 in Leipzig) war ein deutscher Fußballspieler und -funktionär sowie Diplom-Ökonom.

## Laufbahn als Fußballer
In seiner aktiven Laufbahn als Fußballer spielte Albeck meistens für die zweite Mannschaft der Stuttgarter Kickers sowie einmal für deren Profi-Mannschaft: Zu Beginn der Spielzeit 1981/82 wurde er bei der Auswärtsniederlage bei der SpVgg Bayreuth eingesetzt.

## Berufliches
Von 1986 bis 1999 war Albeck Verbandssportlehrer beim Württembergischen Fußballverband. Danach wirkte er von 1999 bis 2012 als Jugendkoordinator für den VfB Stuttgart. Vom 1. Juli 2013 bis zu seinem Tod leitete er die Nachwuchsakademie von RB Leipzig.